# یوتا هاینه
یوتا هاینه (آلمانی: Jutta Heine؛ زادهٔ ۱۶ سپتامبر ۱۹۴۰) دونده سرعت زن اهل آلمان بود.